# Scrobipalpa dalibori
Scrobipalpa dalibori is een vlinder uit de familie van de tastermotten (Gelechiidae). De wetenschappelijke naam van de soort is voor het eerst geldig gepubliceerd in 1989 door Lvovsky & Piskunov.